# Okaritokivi
Okaritokivi (Apteryx rowi) är en nyligen beskriven fågel i familjen kivier inom ordningen strutsfåglar. Den förekommer enbart på västra delen av nyzeeländska Sydön och beskrevs som ny art så sent som 2003. Fågeln är mycket fåtalig men har ökat kraftigt i antal efter uppfödning i fångenskap. IUCN kategoriserar den idag som sårbar.

## Utseende
Okaritokivin är liksom andra kivier en brun och långnäbbad fågel som är helt flygoförmögen och dessutom inte visar några synliga vingar. Dess mörkt gråbruna fjäderdräkt är längsstreckad i rödbrunt. Den långa näbben är elfenbensnäbben. Den skiljer sig från sydkivin (A. australis) genom att vara något gråare, tillfälligtvis med vita borst i ansiktet. Kroppslängden är 40 centimeter.

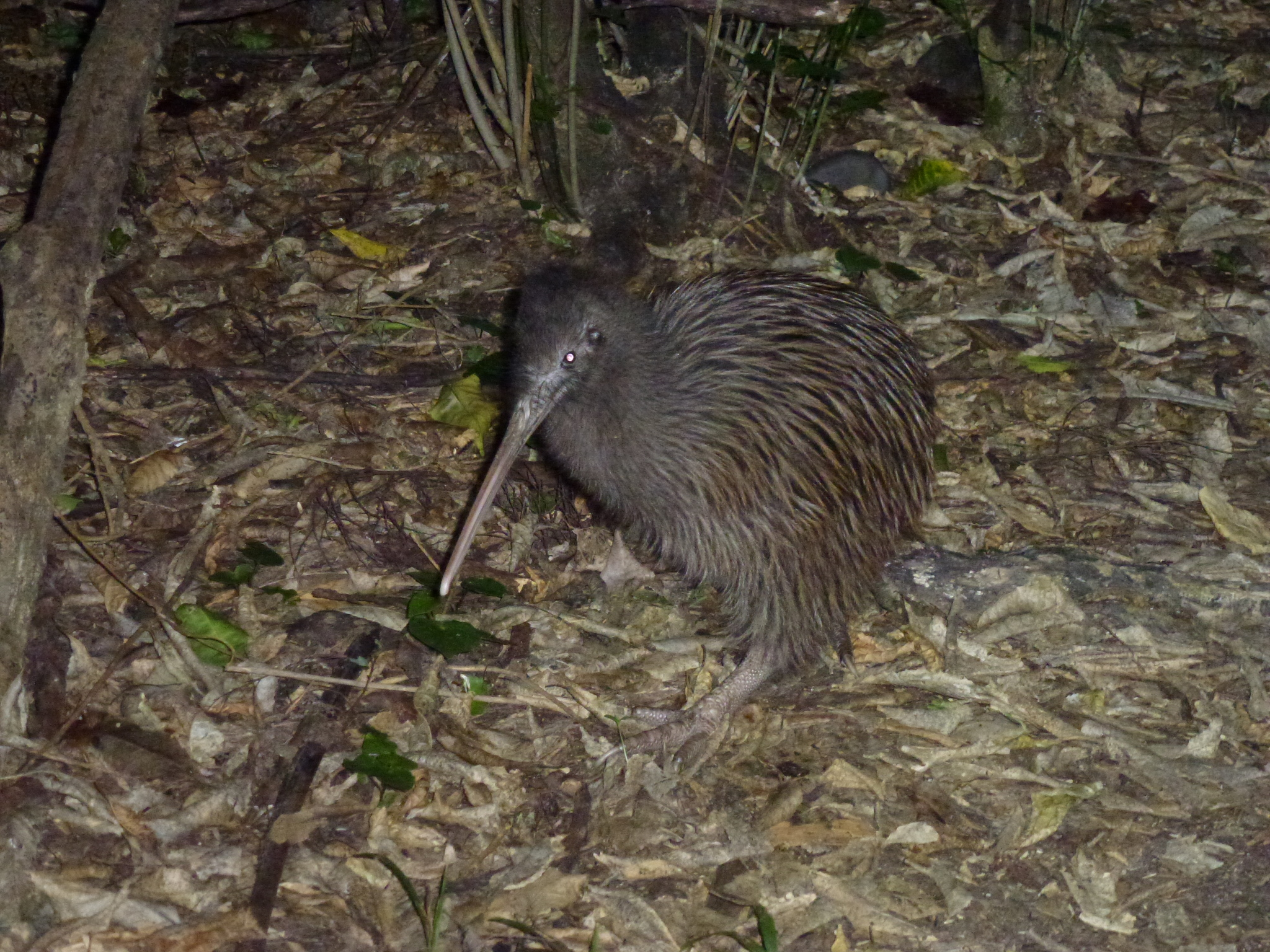

## Utbredning och systematik
Arten beskrevs först 2003 och är morfologiskt mycket lik sydkivi och brun kivi. Okaritokivin är endemisk för skogarna vid Okaritolagunen på västkusten av den nyzeeländska Sydön.. 

## Levnadssätt
Okaritokiwins ursprungliga population hittas i kustnära Podocarpus-skogar. Den är nattlevande och tillbringar dagen vilande i en jordhåla, ett ihåligt träd eller under tät vegetation. Födan består mestadels av små ryggradslösa djur, framför allt daggmaskar och larver från skalbaggar, cikador och fjärilar. Fågeln häckar från juli till januari. Den lägger ett enda ägg i ett gryt eller i en ihålig trädstam.

## Status och hot
Från en världspopulation på endast 160 fåglar 1995 har den ökat kraftigt i antal till följd av uppfödning i fångenskap för att undvika predation från invasiva hermeliner. 2016 uppskattades populationen till 400-475 vuxna individer. Internationella naturvårdsunionen IUCN kategoriserar den numera som sårbar.

## Namn
Fågelns vetenskapliga artnamn kommer av det maoriska namnet "rowi" för okaritokivin.